# Галка (Черниговская область)
Галка (укр. Галка) — село в Сребнянском районе Черниговской области Украины. Население 51 человек. Занимает площадь 0,124 км².
Код КОАТУУ: 7425182503. Почтовый индекс: 17300. Телефонный код: +380 4639.

## Власть
Орган местного самоуправления — Грициевский сельский совет. Почтовый адрес: 17321, Черниговская обл., Сребнянский р-н, с. Грициевка, ул. Независимости, 14.